# رقیه سلطان بیگم
رقیه سلطان بیگم (ح. ۱۵۴۲ – ۱۹ ژانویه ۱۶۲۶)  از ۱۵۵۶ تا ۱۶۰۵ به عنوان همسر اول سومین امپراتور مغول اکبر بود. او طولانی‌ترین دوره ملکه بودن را داشت که پنجاه سال به درازا کشید و در طول این زمان مقام بیگم صاحب را دارا بود و در زمان سلطنت طولانی شوهرش اکبر بعد از مریم الزمانی «قدرتمندترین و تاثیرگذارترین زن امپراتوری بود».
رقیه که دختر عموی اکبر بود، یک شاهزاده تیموری متولد شده بود. پدرش هندال میرزا بود که جوانترین برادر پدر اکبر، همایون بود. او در ۹ سالگی به نامزدی اکبر درآمد و در ۱۳ سالگی با او ازدواج کرد ولی هرگز بچه دار نشد با این وجود رقیه از احترام و نفوذ فزاینده‌ای در نزد شوهرش برخوردار بود و بالاترین مقام زن در امپراتوری گورکانی را در طول سلطنت بلند مدت او دارا بود. بعدها رقیه براثر همین نفوذ، او نوه محبوب اکبر، شاهزاده خرم (شاه جهان آینده) را تحت حمایت و تربیت خود درآورد و عملاً قیم و استاد او شد. به عنوان همسر اول و اصلی اکبر صاحب نفوذ بسیاری در دربار امپراتوری بود و نقشی اساسی در برقراری صلح بین شوهرش و ناپسری‌اش جهانگیر شاه داشت، که در اوایل قرن هفدهم روابطشان به سردی گراییده بود، اقدامات رقیه عملاً باعث حفظ جان و بعد به تخت رسیدن سلیم (بعدا جهانگیر شاه) شد، همچنین رقیه در دربار پسرخوانده خود نیز نفوذ بسیاری داشت چنان‌که او از مهرالنسا بعداً نورجهان که به ملکه قدرتمند و پرنفوذ امپراتوری گورکانی تبدیل می‌شود حمایت می‌کرد. او دو سال قبل از به تخت رسیدن شاه جهان در گذشت.

## ملکه گورکانی
رقیه در چهارده سالگی پس از به سلطنت رسیدن شوهرش در سال ۱۵۵۶ به ملکه امپراتوری مغول هند رسید و عنوان عالی‌رتبه پادشاه بیگم را بدست آورد. او در طول ازدواج بدون فرزند ماند، اما در آینده، مسئولیت اصلی تربیت نوه محبوب و مورد علاقه اکبر، شاهزاده خرم (شاهنشاه آینده شاه جهان را بر عهده گرفت). پذیرش شاهزاده خرم به عنوان فرزندخوانده توسط رقیه نشانگر درجه و قدرت بزرگ وی در حرمسرا شاهنشاهی به عنوان یکی از امتیازات ویژه زنان دارای درجه والا (در امپراتوری گورکانی) مراقبت از رتبه‌بندی فرزندان بود نه از آنها. گفته می‌شود درست پیش از تولد خرم، پیشگویی غیبگویی به بیگم پیش‌بینی کرده بود که کودک هنوز به دنیا نیامده است برای عظمت شاهنشاهی مقدم شده؛ بنابراین، وقتی خرم در سال ۱۵۹۲ متولد شد و فقط شش روز داشت. اکبر به درخواست رقیه دستور داد که شاهزاده را از مادرش جگت گوسین جدا کنند و او را به رقیه تحویل داد تا خرم تحت مراقبت او بزرگ شود و اکبر بتواند آرزوی همسرش را برآورده کند، تا یک امپراتور مغول را تربیت کند. جگت گوسین با هدیه‌ای باشکوه یاقوت‌های سرخ و مرواریدها و هزار شمش طلا دلجویی شد.
رقیه حتی بر تحصیلات خرم نظارت داشت، زیرا او برخلاف شوهرش از تحصیلات خوبی برخوردار بود و به زبان‌های فارسی، ترکی، اردو، سانسکریت تسلط داشت. این دو رابطه نزدیک با یکدیگر داشتند، دقیقاً مانند رابطه ای که اکبر با خرم مشترک داشت، که به گفته جهانگیر "همیشه او را [خرم] را به من [جهانگیر] توصیه می‌کرد و مرتباً به من می‌گفت که هیچ مقایسه ای بین او و دیگر فرزندانم وجود ندارد. او [اکبر] او را به عنوان فرزند واقعی خود شناخت." جهانگیر همچنین در خاطرات خود خاطرنشان کرد که رقیه پسرش خرم را دوست داشته است" هزار برابر بیشتر از اینکه او [پسر] خودش باشد " خرم با او ماند تا اینکه تقریباً ۱۴ ساله شد. پس از مرگ اکبر در سال ۱۶۰۵، سرانجام به شاهزاده جوان اجازه داده شد که به خانه پدرش برگردد و از این رو به مادر بیولوژیک خود نزدیکتر باشد، هر چند خرم همیشه به رقیه نزدیکتر از پدر و حتی مادر واقعی خود بود. بعداً، رقیه همچنین اولین فرزند خرم، دختری به نام پرهز بانو بیگم را که از همسر اول وی، شاهزاده خانم صفوی، قندهاری بیگم بدنیا آمد، تربیت کرد.
رقیه، علی‌رغم بچه دار نشدن، همیشه مورد توجه و مورد علاقه شوهرش بود. وی از زمان ازدواج در سال ۱۵۵۶ تا زمان مرگ وی در سال ۱۶۰۵ تنها همسر اصلی و موردعلاقه وی بود؛ بنابراین، رقیه بزرگ‌ترین و مورد احترام‌ترین بانوی حرمسرا شاهنشاهی و در دربار در زمان سلطنت شوهرش و همچنین در سلطنت جانشین او (جهانگیر) بود. این امر عمدتاً به دلیل تبار والای وی بود، که دختر میرزا هندل، بنابراین یک شاهزاده خانم مغول حساب می‌شد و همچنین همسر اول و مورد علاقه و اصلی اکبر بود.
ملکه همچنین بخاطر این که موردعلاقه و مورد اعتماد شوهرش بود، در سیاست‌های دربار مشارکت فعال داشت و نفوذ عمده و قابل توجهی بر اکبر داشت. وی در کنار نقش مهم خود در دربار، توسط نمایندگانی از سوی خودش برخی از کشتی‌های تجاری و تعدادی از کاروان‌های تجاری امپراتوری را نیز در اختیار داشت تا تجارت‌های مختلف خارج از کشور را انجام دهد و در کار خود در تجارت زمینی و دریایی بسیار موفق بود و مقداری زیادی ثروت به‌طور مستقل جمع می‌کرد. او همچنین در امورات خانوادگی نقش واسطه کننده را بازی می‌کرد، هنگامی که روابط شوهرش و پسرخوانده اش در اوایل دهه ۱۶۰۰ تلخ و ترش شده بود، در تعیین مذاکره صلح بین همسرش و پسر ناتنی اش، سلیم (آینده جهانگیرشاه)، نقشی حیاتی (به همراه دختر عمه و همسرشوهرش، ملکه مشترک با خودش، "سلیمه سلطان بیگم") داشت. سرانجام به زمینه‌سازی برای رسیدن سلیم به تاج و تخت سلطنت کمک مهمی کرد. در سال ۱۶۰۱، سلیم با تشکیل درباری مستقل در الله‌آباد و با تصاحب عنوان سلطنتی «سلیم شاه» در حالی که پدرش هنوز در قید حیات بود، علیه اکبر قیام کرد. وی همچنین ترور مشاور وفادار و دوست نزدیک اکبر، ابوالفضل را برنامه‌ریزی و اجرا کرد. این وضعیت بسیار بحرانی و خطرناک شد و یک جنگ خونین قدرت را نشان داد و اکبر را چنان عصبانی کرد که کسی جرئت نکرد برای سلیم درخواست عفو کند. در پایان، این رقیه سلطان بیگم و سلیمه سلطان بیگم بودند که خواستار بخشش وی شدند. اکبر خواسته‌های آنها را برآورده کرد و به سلیم اجازه داده شد تا خود را در برابر پادشاه حاضر کند. این شاهزاده سرانجام در سال ۱۶۰۳ با تلاش مادران ناتنی و مادربزرگش، حمیده بانو بیگم مورد بخشش قرار گرفت و توانست عنوان جانشینی را حفظ کند.
اکبر اما همیشه مرتکب اشتباهی را عفو نمی‌کرد و گاهی تصمیماتش برگشت‌ناپذیر بود. یک بار، رقیه و مادرشوهرش، حمیده بانو بیگم، با تلاش مشترک خود نتوانستند برای یک مسلمان سنی که صرفاً به دلیل تعصب مذهبی یک شیعه را در لاهور به قتل رسانده بود، بخشش را از اکبر طلب کنند و فریاد آنها در پشت پرده از دیوان‌عام هنگام قضاوت به اکبر پذیرفته نشد. در زمان سلطنت جهانگیر، رقیه و سلیمه سلطان بیگم نقش اصلی را در تأیید بخشش خان اعظم قدرتمند، میرزا عزیز کوکا داشتند، که مطمئناً توسط جهانگیر به اعدام محکوم شده بود اگر سلیمه و رقیه از طرف وی شفاعت نکرده باشد. همچنین رقیه بسیار ثروتمند بود و حتی به غیر از قصر خودش در فاتح پور سیکری، رقیه دارای قصرهایی در خارج از قلعه در آگرا، در نزدیکی رودخانه جامونا بود، امتیازی که فقط به شاهزاده خانم‌های مغول و گاهی به ملکه‌هایی که رتبه مهمی داشتند داده می‌شد که آنها احترام زیادی داشتند، تعلق می‌گرفت. رقیه هر دو بود.

## ملکه مادر
در سال ۱۶۰۵ بعد از مرگ اکبر، سلیم با نام جهانگیر بر تخت نشست و رقیه بخاطر نقش خود برای موفقیت جهانگیر برای تصاحب تخت بسیار مورد احترام او و درباریان بود، در سال ۱۶۰۷، رقیه به زیارت باغ‌های بابر در کابل رفت و برای اولین بار از مقبره پدرش هندل میرزا و همچنین نیاکان دیگرش دیدن کرد. جهانگیر و شاهزاده خرم همراه او بودند. در همان سال، شیر افگان خان، جاگیردار باردامن درگذشت و همسر بیوه وی، مهرالنسا (ملکه بعدی نور جهان) توسط جهانگیر به آگرا احضار شد تا به عنوان بانوی منتظر مادر ناتنی خود عمل کند، ملکه مادر رقیه، با توجه به ارتباطات سیاسی نامشخص شیر افگان قبل از مرگ وی، خانواده وی در معرض خطر نامشخص و بزرگی بودند و بنابراین برای محافظت از وی، مهرالنسا نیاز به حضور در دربار مغول هند در آگرا داشت. رقیه، همسر اصلی اکبر امپراتور فقید و بزرگ‌ترین زن حرمسرا، از نظر زمان و قدرت، توانایی ارائه محافظت مورد نیاز مهرالنسا در دربار مغول را داشت.
مهرالنسا از اینکه با دخترش به خدمت رقیه آورده شده بود، تملق داشت، زیرا حتی اگر او در دربار خویشاوندانی داشت، مانند پدرش میرزا غیاث بیگ، شوهرش کاملاً بی آبرو شده بود و او به حق فقط انتظار بدترین مشکلات را داشت. پس از آن تحت مراقبت رقیه بود که مهرالنسا توانست وقت خود را با والدین خود بگذراند و گهگاهی از آپارتمان‌هایی که زنان امپراتور در آن زندگی می‌کردند بازدید کند.
مهرالنسا و دخترش، لادلی بانو، به مدت چهار سال به عنوان بانوانی در انتظار ملکه مادر بودند در حالی که تلاش جدی برای جلب رضایت کدبانوی شاهنشاهی خود داشتند. به نظر می‌رسد رابطه ای که بین رقیه و مهرالنسا بزرگ شده رابطه ای بسیار لطیف بوده و همه نشانه‌ها نشان می‌دهد که رقیه با مهرالنسا به عنوان دخترش رفتار می‌کرده است. پیتر وندن بروک، بازرگان و مسافرت هلندی، روابط آنها را در شرح هندوستان توصیف کرد: «این بیگم [رقیه] ارادت و مهر و محبت بی حد و مرزی نسبت به مهرالنسا [نور جهان] داشت؛ او [رقیه] بیش از دیگران او [نور جهان] را دوست داشت و همیشه او را در نزد خود گرامی می‌داشت.»

## مرگ
رقیه در سال ۱۶۲۶ در آگرا، در سن هشتاد و چهار سالگی درگذشت، بیش از بیست سال از زندگی شوهرش گذشته بود. وی در سطح پانزدهم در باغ‌های بابر (باغ بابر) در کابل، (افغانستان امروزه) به خاک سپرده شد. باغ‌های بابر آخرین محل استراحت پدربزرگش، شاهنشاه بابر، و همچنین پدرش، هندل میرزا است. مقبره وی به دستور فرزندخوانده اش، پنجمین امپراتور مغول، شاه جهان ساخته شد.
جهانگیر در خاطرات خود به نیکی از رقیه صحبت می‌کند و هنگام ثبت مرگ وی در آن، مقام والای او را به عنوان همسر اصلی و موردعلاقه اکبر یادداشت می‌کند.